# Sphyrnidae
Sphyrnidae é uma família de tubarões, composta pelos géneros Sphyrna e Eusphyra. Têm uma cabeça achatada e mais larga que o corpo, chamada cefalofólio, que lhes dá uma visão binocular e uma perceção de profundidade superiores.

## Fisiologia
Há cinco espécies pequenas (Sphyrna tudes, Sphyrna corona, Sphyrna media, Sphyrna tiburo and Eusphyra blochii), por vezes com menos de 1 metro de comprimento e quatro grandes (Sphyrna lewini, Sphyrna gilberti, Sphyrna zygaena e Sphyrna mokarran, que podem atingir 450kg e 6,1 metros de comprimento.

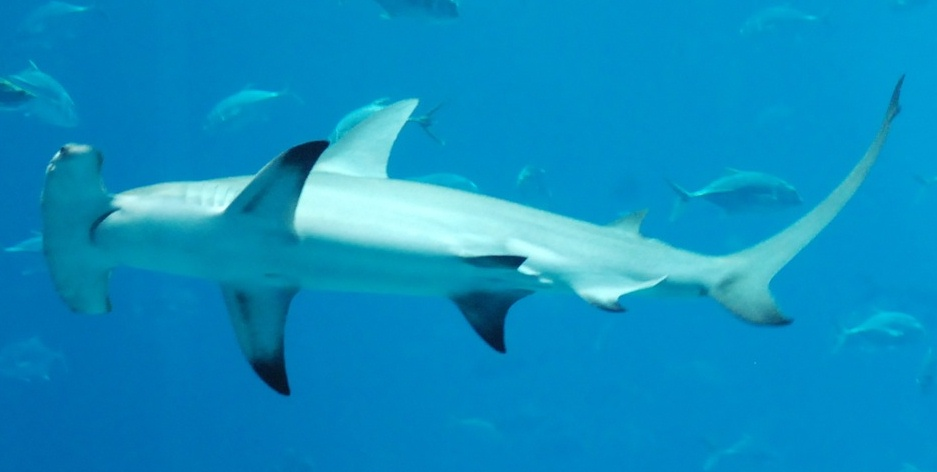
Um tubarão do género Sphyrna
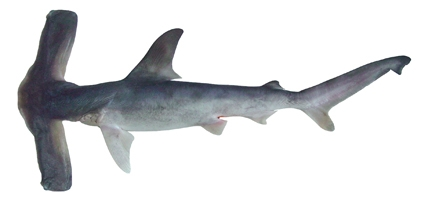
Um tubarão do género Eusphyra